# Кіллату-Ярв
Кіллату-Ярв (ест. Killatu järv, інші назви ест. Kiljatu järv, Suurjärv, Kiljatu Suurjärv, Kilatu järv) — озеро в Естонії, що розташоване на острові Сааремаа, у волості Кіхельконна. На озері є 1 острів.